# Colonia Ortiz de Ocampo
Colonia Ortiz de Ocampo es una localidad del departamento General Ocampo, provincia de La Rioja 
(Argentina). Esta comunidad 
es reconocida por sus antiguas 
casonas y sus  bastas huertas y colonias ( actualmente con muy poca producción) fueron creadas y pensando en las familias inmigrantes, quienes supieron aprovechar la tierra y todos sus recursos para dedicarse principalmente a la agricultura, siendo la olivicultura y la vid su mayor Fortaleza .

## Geografía

### Población
Cuenta con 152 habitantes (Indec, 2010), lo que representa un descenso del 35% frente a los 236 habitantes (Indec, 2001) del censo anterior.
| Gráfica de evolución demográfica de Colonia Ortiz de Ocampo entre 1991 y 2010 |
|                                                                               |
| Fuente: Censos nacionales del INDEC                                           |

### Sismicidad
La sismicidad de la región de La Rioja es frecuente y de intensidad baja, y un silencio sísmico de terremotos medios a graves cada 30 años en áreas aleatorias. Sus últimas expresiones se produjeron:
- 12 de abril de 1899 (126 años), a las 16.10 UTC-3 con 6,4 Richter; como en toda localidad sísmica, aún con un silencio sísmico corto, se olvida la historia de otros movimientos sísmicos regionales (terremoto de La Rioja de 1899)
- 24 de octubre de 1957 (67 años), a las 22.07 UTC-3 con 6,0 Richter (terremoto de Villa Castelli de 1957): además de la gravedad física del fenómeno se unió el olvido de la población a estos eventos recurrentes
- 28 de mayo de 2002 (23 años), a las 0.03 UTC-3, con 6,0 escala Richter (terremoto de La Rioja de 2002)[1]